# Джандзян
Джандзян е град в провинция Гуандун, Югоизточен Китай. Общото население на целия административен район, който включва и града е 6 994 832 жители, а градското население е 1 400 685 (2010 г.). Общата площ на целия административен район е 12 490 кв. км. Намира се в часова зона UTC+8. МПС кодът е 粤G. Средната годишна температура е около 23,5 градуса. Телефонният код е 759, а пощенския 524000.

## Побратимени градове
- Кернс, Австралия от 2005 г.